# Denrath
Denrath ist ein Stadtteil von Mechernich im Kreis Euskirchen in Nordrhein-Westfalen.
Das Straßendorf liegt westlich von Mechernich. Durch den Ort verläuft die Bundesstraße 266 von Mechernich zum Kaller Ortsteil Wallenthalerhöhe.
Denrath wurde 1322 erstmals erwähnt, als ein Rabado von Rode, seinerzeit Inhaber des untergegangenen Rittersitzes Rath, seinen freien Hof „Dydenrode“ (Denrath) dem Grafen von Luxemburg als Lehen gab. Dieser Rittersitz war eine untergegangene Wasserburg bei Strempt.
Die VRS-Buslinie 897 der Firma Karl Schäfer Omnibusreisen verbindet den Ort mit Mechernich und Voißel. Die Fahrten verkehren überwiegend als TaxiBusPlus im Bedarfsverkehr. Zusätzlich verkehren an Schultagen einzelne Fahrten der Linien 808, 893, 896 und 898.
| Linie | Betreiber        | Verlauf |
| ----- | ---------------- | --- |
| 808   | RVK              | Euskirchen Bf – Euenheim – Wißkirchen – Obergartzem – Firmenich – Schaven – Kommern – (Kommern-Süd –) Mechernich Stiftsweg – Mechernich Bf (– Roggendorf – Denrath – Kalenberg – Wallenthal – Wallenthalerhöhe – Kall Bf) |
| 893   | Schäfer          | Kommern – Kommern-Süd – Katzvey – (Burgfey –) Mechernich Stiftsweg → Mechernich Bf (→ Roggendorf → Denrath → Strempt → Mechernich Bf)                                                                                     |
| 896   | Schäfer          | Berg – Floisdorf – Eicks – Glehn – Hostel – (Denrath – Schützendorf – Lückerath – Roggendorf –) Mechernich Bf → Mechernich Feytal                                                                                         |
| 897   | Kreis EU/Schäfer | MiKE (außer im Schülerverkehr): (Roggendorf – Denrath – Wallenthal –) Voißel – Wielspütz – Bergbuir – Bleibuir – Bescheid – Lückerath – Schützendorf – (Denrath –) Strempt – Mechernich Bf – Mechernich Stiftsweg         |
| 898   | Schäfer          | Wallenthal ← Scheven ← Kalenberg – (Scheven → Wallenthal →) / (→ Strempt → Lückerath) – Denrath – Roggendorf – Mechernich Bf → Mechernich Feytal                                                                          |